# ポダチ
ポダチ（ロシア語: Подать）は、モスクワ・ロシア期のロシアの賦税の一種である。納税者の収入や財産の多寡に関係なく一定額を徴収する、非常に単純な形式の直接税であった。
封建制のもとで広く普及し、特にモスクワ・ロシア期には、タャグロ(ru)（Тягло / モスクワ・ロシア期の勤務者以外に課した直接国税）と共に国庫の収支に関与した。直接税という意味でポダチという用語が用いられるのは15世紀初頭からである。ただし封建制時代には、ヴォチナ(ru)（Вотчина / 世襲領）とされた地域（聖俗両方を含む）に住む人々はポダチの一部を免除された。
15世紀から17世紀にかけては、ポダチを課す際には特定の課税単位（オブジャ(ru)（耕地の単位、ソハ(ru)（村団を基にした徴税単位）、チェヴェルチ（面積を基にした徴税単位））が用いられた。
1718年からはピョートル1世によって導入された、個人を対象とする税制（人頭税）が用いられた。